# Belle Moore
Isabella "Belle" Mary Moore (Glasgow, Escòcia, 23 d'octubre de 1894 – Baltimore, Maryland, 7 de març de 1975), posteriorment coneguda amb el nom de casada de Belle Cameron, va ser una nedadora escocesa que va competir a començaments del segle xx.
El 1912 va prendre part en els Jocs Olímpics d'Estocolm, on disputà dues proves del programa de natació. En la prova dels 100 metres lliures fou eliminada en semifinals, mentre que en la prova dels relleus 4x100 metres lliures guanyà la medalla d'or conjuntament amb les seves companyes d'equip Annie Speirs, Jennie Fletcher i Irene Steer. L'equip britànic, amb un temps de 5' 52.8", va establir un nou rècord del món de la distància, superant per un ampli marge als equips alemany i austríac. El rei suec Gustau V fou l'encarregat de fer-li entrega de la medalla i els honors olímpics.
Moore estrenava en distàncies més llargues, però en aquests Jocs les dones sols van disputar proves de 100 metres. Amb 17 anys i 226 dies, continua sent la dona britànica més jove a guanyar una medalla d'or olímpica, alhora que és l'única dona escocesa que ha guanyat una medalla d'or en natació.
Moore era el vuitè fill de nou de la seva família. Va començar a entrenar molt jove i amb 17 anys ja exercia com a instructora de natació. El 1919 es va casar amb George Cameron, un arquitecte naval, i poc després es va traslladar a viure a Maryland, als Estats Units. Allà va viure la resta de la seva vida, on va ensenyar a nedar a milers de nens. El 1989 fou inclosa, pòstumament, a l'International Swimming Hall of Fame com a "pionera de la natació".